# バチェー県
バチェー県（バチェーけん、ベトナム語：Huyện Ba Chẽ / 縣𠀧扯?）は、ベトナムクアンニン省の県である。

## 行政区画
以下の1市鎮7社を管轄する。
- バチェー市鎮（Ba Chẽ / 𠀧扯）
- ダップタイン社（Đạp Thanh / 踏青）
- ドンダック社（Đồn Đạc / 屯度）
- ルオンモン社（Lương Mông / 涼蒙）
- ミンカム社（Minh Cầm / 鳴琴）
- ナムソン社（Nam Sơn / 南山）
- タインラム社（Thanh Lâm / 清林）
- タインソン社（Thanh Sơn / 清山）